# Transparence induite électromagnétiquement

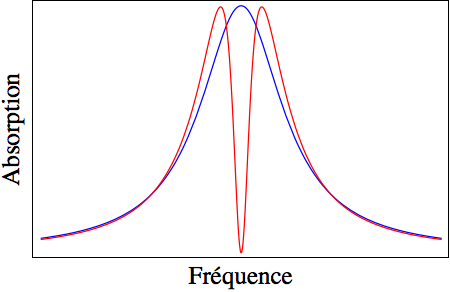
Spectre d'absorption de la TIE. En rouge avec le faisceau pompe et en bleu sans ce dernier.

La transparence induite électromagnétiquement (TIE) est une non-linéarité optique cohérente qui rend un milieu spécifique transparent dans une bande spectrale étroite au sein d'une raie d'absorption. Une dispersion extrême est aussi créée dans cette « fenêtre » transparente qui permet de « ralentir la lumière ».
L'observation de la TIE est basée sur l'interférence destructive des amplitudes de probabilité des transitions entre états atomiques. Elle nécessite deux faisceaux optiques (venant de sources hautement cohérentes, telles que des lasers) qui sont ajustés de manière à interagir selon trois « états quantiques » du matériau. Le faisceau « sonde » est réglé pour être proche de la résonance entre deux des états et mesure le spectre d'absorption de la transition. Un faisceau « pompe » bien plus puissant est ajusté pour être proche de la résonance de l'autre transition. Si les états sont sélectionnés correctement, la présence du faisceau de couplage crée une « fenêtre » spectrale de transparence qui est détectée par la sonde.

## Historique
La TIE suit l'Équation de Schrödinger quantique du mouvement des corps-particules de 1925. 
Aux origines de la TIE est la découverte, en 1976, du piégeage cohérent de population par Gerardo Alzetta, Adriano Gozzinin et Gaspar Orriols de l'Université de Pise.
La TIE en elle-même fut proposée théoriquement indépendamment d'une part par Olga Kocharovskaya et Jakob Khanin et d'autre part par S. E. Harris et démontré expérimentalement par Boller, Imamoglu et Harris peu après.

## Matériaux

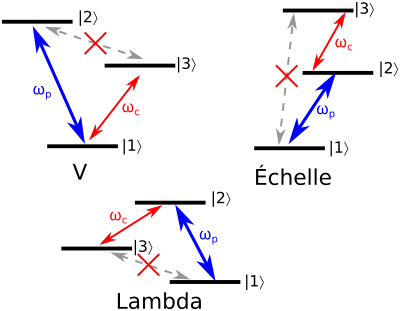
Configurations des niveaux d'énergie permettant la TIE.

Seules certaines configurations des trois états permettent la TIE. Deux des trois transitions entre les états doivent être autorisées pour des interactions dipolaires électriques ; la troisième transition doit être interdite : un des trois états est connecté aux deux autres par les deux champs optiques. Les trois types de configurations possibles sont différenciées par les écarts d'énergie entre ce dernier état et les deux autres. Ces configurations sont appelées Échelle, V, et Lambda. Tout système matériel réel peut contenir plusieurs triplets d'états qui peuvent théoriquement permettre la TIE, mais il existe plusieurs limitations pratiques limitant les niveaux qui peuvent être utilisés.
Un autre critère important est le « temps de cohérence » des états individuels. Dans tout système réel à température finie on trouve des processus qui causent un brouillage de la phase des états quantiques. Pour un gaz, cela est essentiellement dû aux collisions. Dans les solides, le déphasage est dû aux interactions des états électroniques avec la matrice cristalline. Le déphasage de l'état {\displaystyle |3\rangle } est spécialement important, idéalement {\displaystyle |3\rangle } doit être un état métastable « robuste ».
Les expériences actuelles sur la TIE utilisent des systèmes atomiques dans des gaz dilués, des matrices solides, ou des états plus exotiques tels que les condensats de Bose-Einstein. Des travaux sont aussi réalisés dans nanostructures semiconductrices telles que les boîtes quantiques.

## Théorie
Il y a plusieurs approches différentes au traitement théorique de la TIE. La première est l'approche semi-classique faisant appel aux équations de Bloch. On remarque alors que les amplitudes de probabilité des transferts entre les états peuvent interférer destructivement, empêchant l'absorption. Par exemple, dans le cas de la configuration en Lambda, l'absorption de la sonde, définie par la transition de {\displaystyle |1\rangle } à {\displaystyle |2\rangle }, peut s'effectuer suivant deux « chemins » : soit directement {\displaystyle |1\rangle \rightarrow |2\rangle }, soit {\displaystyle |1\rangle \rightarrow |2\rangle \rightarrow |3\rangle \rightarrow |2\rangle }. Grâce au faisceau pompe les deux voies possibles ont la même probabilité tandis que leurs amplitudes de probabilité ont des phases opposées, entrainant une interférence destructive de celles-ci et créant une fenêtre de transparence à l'intérieur de la raie d'absorption {\displaystyle |1\rangle -|2\rangle }.
Une seconde approche est celle des « états habillés », dans celle-ci le hamiltonien du couple système + champs est diagonalisé et l'effet sur la sonde est calculé dans la nouvelle base. La TIE est alors à rapprocher du doublet d'Autler-Townes ; entre le doublet de pics, au centre la fenêtre de transparence, les amplitudes de probabilité que la sonde cause une transition vers l'un des deux autres états s'annulent.
Enfin l'approche par les polaritons est particulièrement importante pour décrire les expériences de lumière arrêtée. Dans celle-ci les photons de la sonde sont « transformés » de manière cohérente en « polaritons d'états sombres » qui sont des excitations du milieu. Ces excitations existent (ou peuvent être « stockées ») pour une durée dépendant uniquement du temps de cohérence.

## Lumière lente et lumière arrêtée
Parmi les nombreux moyens permettant de ralentir la lumière, l'un consiste à utiliser la forte variation de l'indice de réfraction lorsque les atomes sont excités par un champ électromagnétique à résonance. L'inconvénient de cette méthode est que le faisceau est alors fortement absorbé. La TIE permet alors de supprimer, ou du moins réduire, cette absorption tout en gardant la variation d'indice qui entraine un très fort ralentissement de la vitesse de groupe. La première observation expérimentale de faible vitesse de groupe produite par TIE fut réalisée par Boller, Imamoglu, et Harris à l'Université de Stanford en 1991 dans le strontium.
La lumière arrêtée, dans le contexte de la TIE, fait référence au transfert cohérent de photons dans le système matériel puis leur retour dans le même état. En principe, ceci implique d'éteindre le faisceau de couplage selon un processus adiabatique tandis que l'impulsion sonde est encore dans le milieu. Elle a été démontrée expérimentalement, avec l'amorce du stockage d'informations par le spin par Bajcsy, Zibrov et Lukin en 2003. Le principe est notamment utilisé pour réaliser des interrupteurs optiques à faible nombre de photons (impulsion laser de quelques centaines) et des mémoires quantiques selon l'informatique quantique.